# 安妮塔·阿桑特
安妮塔·阿桑特（英語：Anita Asante，1985年4月27日—），英国女子足球运动员。她曾代表英格兰参加2007年和2011年国际足联女子世界杯。她也曾参加2012年夏季奥林匹克运动会。